# Nguyễn Trãi
Nguyễn Trãi, ps. „Ức Trai” (ur. 1380, zm. 1442) – wietnamski uczony, urzędnik i poeta.
Syn urzędnika państwowego i uczonego Nguyễna Phi Khanha. W 1400 roku zdał egzaminy urzędnicze i wstąpił na służbę na dworze dynastii Hồ. Po zajęciu Wietnamu przez Chińczyków w 1407 roku odmówił współpracy z okupantem, za co został skazany na areszt domowy w Thăng Long, zaś jego ojca zesłano w głąb Chin, gdzie zmarł. W 1418 roku dołączył do wywołanego przez Lê Lợia antychińskiego powstania, zakończonego po 10 latach wyzwoleniem kraju, w którym brał udział jako doradca i wysokiej rangi dowódca wojskowy. Po zwycięstwie powstańców wycofał się z życia publicznego i powrócił do rodzinnej wioski. W 1442 roku, po nagłej śmierci cesarza Lê Thái Tônga, niedługo po wizycie w jego domu, został w wyniku intrygi politycznej oskarżony o zabójstwo monarchy i stracony wraz z całą rodziną. Po dwudziestu latach został pośmiertnie zrehabilitowany przez cesarza Lê Thánha Tônga.
Jest autorem napisanych w okresie walki z Chinami traktatów wojskowych Quân trung từ mệnh tập i Bình Ngô đại cáo, które przeszły do klasyki literatury wietnamskiej. Zawarte w nich wskazania strategiczne były wykorzystywane m.in. przez wietnamskich komunistów podczas wojny wietnamskiej. Pisał także poezje, z których zachowało się jedynie sześć wierszy (cztery w języku chińskim i dwa w wietnamskim), zgromadzonych w zbiorze Ức Trai Thi Tập.
Był jednym z pierwszych twórców używających znaków pisma chińskiego do zapisu mówionej formy języka wietnamskiego (chữ nôm). Jako zagorzały konfucjanista w swoich pismach kładł wielki nacisk na to, że praworządność i czystość intencji powinny być standardami w administracji państwowej.
Polskie tłumaczenie Bình Ngô đại cáo pt. Orędzie o uśmierzeniu Ngo ukazało się w 1962 roku w antologii Z poezji Wietnamu.